# Rodrigo Colombo
Rodrigo Jesús Colombo (San Marcos Sud, 19 novembre 1992) è un calciatore argentino, difensore dello Sport Boys.

## Carriera

### Club
Ha giocato nella seconda divisione argentina e nella prima divisione dei campionati argentino, boliviano e peruviano.